# Белогорское городище
Белогорское городище или городище Ак-Кая — Вишенное — остатки большого скифского города в Белогорском районе Крыма.

## Археология
Площадь городища 10 га, существовало оно в IV—I веках до нашей эры. Позже на этом месте построили крепость.
Вероятно это городище было позднескифской столицей до Неаполя Скифского. Это городище — переходный этап между ранними скифами-кочевниками и поздними оседлыми скифами.
Столица скифов была перенесена в Крым, по последним данным, в городище Ак-Кая, на котором ведутся раскопки с 2006 года. По результатам сравнений планов раскопок с аэрофотосъемкой и съемкой из космоса было определено, что найден большой город с крепостью, которое существовало на два столетия раньше, чем Неаполь Скифский.
В 30-х годах 2 века до н. э. на реке Салгир (в пределах современного Симферополя) на месте существующего поселения был построен Неаполь Скифский, предположительно, под руководством царя Скилура.
Кроме скифов, в разные эпохи на территории Ак-Кая жило разное население. Открытая крепость Ак-Кая является классическим археологическим слоеный пирог: снизу камни римского времени, а сверху — тесаная кладка хазар.
В ноябре 2012 года в Ак-Кая открыли туристический маршрут. Он включает посещение скифского кургана с каменным склепом, святилища с наскальными рисунками хазарского времени, скифского и хазарского городища, квартала мастеров, выставки артефактов и велопробег по территории археологического парка.